# Superliga Brasileira de Voleibol Feminino de 2014–15 - Série A
A Superliga Brasileira de Voleibol Feminino de 2014–15 - Série A foi a 21ª edição desta competição organizada pela Confederação Brasileira de Voleibol através da Unidade de Competições Nacionais. Também é a 37ª edição do Campeonato Brasileiro de Voleibol Feminino, a principal competição entre clubes de voleibol indoor feminino do Brasil. Participaram do torneio treze equipes provenientes de cinco estados brasileiros (São Paulo, Rio de Janeiro, Minas Gerais, Santa Catarina e Maranhão) e do Distrito Federal.

## Regulamento
A fase classificatória da competição foi disputada por treze equipes em dois turnos. Em cada turno, todos os times jogaram entre si uma única vez. Os jogos do segundo turno foram realizados na mesma ordem do primeiro, apenas com o mando de quadra invertido. Os oito primeiros colocados se classificaram para os play-offs. Nesta fase, a vitória por 3-0 ou 3-1 garantiu três pontos para o ganhador e nenhum ponto para o perdedor. Já com o placar de 3-2, o ganhador da partida registrou dois pontos e o perdedor um. As três últimas colocadas foram rebaixadas para a Série B 2016.
Os play-offs foram divididos em três fases - quartas-de-final, semi-finais e final.
Nas quartas-de-final houve um cruzamento entre as equipes com os melhores índices técnicos seguindo a lógica: 1ª x 8ª (A); 2ª x 7ª(B); 3ª x 6ª(C) e 4ª x 5ª(D). Estas jogaram partidas em melhor de 3 (jogos), sendo um mando de campo para cada e o jogo de desempate, caso houvesse, no ginásio da equipe com o melhor índice técnico da fase classificatória.
As semifinais foram disputadas pelas equipes que passaram das quartas-de-final, seguindo a lógica: vencedora do duelo A x vencedora do duelo D; vencedora do duelo B x vencedora do duelo C. Estas jogaram novamente partidas em melhor de 3 (jogos), sendo um mando de campo para cada e o jogo de desempate, caso necessitasse, no ginásio da equipe com o melhor índice técnico da fase classificatória.
As vencedoras se classificaram para a final, que foi disputada em jogo único no estado do primeiro colocado da fase classificatória. A terceira e a quarta colocações foram definidas pelo melhor índice técnico da fase classificatória.
Os sets do torneio foram disputados até 25 pontos com a diferença mínima de dois pontos (com exceção do quinto set, que foi vencido pela equipe que fez 15 pontos com pelo menos dois de diferença). Ocorreram paradas técnicas no 8º e no 16º pontos da equipe que primeiro os alcançaram.

## Equipes participantes
Treze equipes disputaram o título da Superliga Feminina de 2014/2015 - Série A. Foram elas:
| Equipe Nome fantasia                           | Ginásio Cidade                        | Capacidade | Temporada 2013/2014 |
| ---------------------------------------------- | ------------------------------------- | ---------- | ------------------- |
| Rio de Janeiro VC Rexona/Ades                  | Tijuca TC Rio de Janeiro              | 3 000      | 1º                  |
| Sesi-SP                                        | Sesi Vila Leopoldina São Paulo        | 800        | 2º                  |
| Osasco VC Molico/Nestlé                        | José Liberatti Osasco                 | 4 500      | 3º                  |
| Praia Clube Dentil/Praia Clube                 | Oranides Nascimento Uberlândia        | 1 730      | 5º                  |
| EC Pinheiros                                   | Henrique Villaboim São Paulo          | 1 100      | 6º                  |
| São Caetano EC São Cristóvão Saúde/São Caetano | Lauro Gomes São Caetano do Sul        | 5 000      | 7º                  |
| IAV Brasília Brasília Vôlei                    | Sesi Taguatinga Taguatinga            | 1 150      | 8º                  |
| AAD São Bernardo São Bernardo Vôlei            | Adib Moysés Dib São Bernardo do Campo | 5 730      | 10º                 |
| AFAV Araraquara Uniara/AFAV                    | Gigantão Araraquara                   | 4 000      | 11º                 |
| Minas TC Camponesa/Minas                       | Arena JK Belo Horizonte               | 3 650      | 12º                 |
| Rio do Sul Vôlei Rio do Sul/Equibrasil         | Artenir Werner Rio do Sul             | 1 500      | 13º                 |
| CTGM Maranhão Maranhão Vôlei/CEMAR             | Castelinho São Luís                   | 6 000      | 14º                 |
| CEPE São José dos Campos São José dos Campos   | CEPE São José dos Campos              | 1 100      | 1º (Série B)        |

## Fase classificatória

### Classificação
- Vitória por 3 sets a 0 ou 3 a 1: 3 pontos para o vencedor;
- Vitória por 3 sets a 2: 2 pontos para o vencedor e 1 ponto para o perdedor.
- Não comparecimento, a equipe perde 2 pontos.
- Em caso de igualdade por pontos, os seguintes critérios serviram como desempate: número de vitórias, média de sets e média de pontos.

|  |                                                                                   |
|  | Equipes classificadas para às quartas-de-final e garantidas na Série A 2015/2016. |
|  | Rebaixadas para a Série B 2016.                                                   |

|     |                                 |     | Jogos | Jogos | Jogos | Resultados | Resultados | Resultados | Resultados | Resultados | Resultados | Sets | Sets | Sets  | Pontos | Pontos | Pontos |
| Pos | Equipe                          | Pts | T     | V     | D     | 3–0        | 3–1        | 3–2        | 2–3        | 1–3        | 0–3        | V    | P    | R     | V      | P      | R      |
| --- | ------------------------------- | --- | ----- | ----- | ----- | ---------- | ---------- | ---------- | ---------- | ---------- | ---------- | ---- | ---- | ----- | ------ | ------ | ------ |
| 1   | Rexona-Ades                     | 67  | 24    | 23    | 1     | 13         | 7          | 3          | 1          | 0          | 0          | 71   | 16   | 4.438 | 2083   | 1663   | 1.253  |
| 2   | SESI-SP                         | 60  | 24    | 21    | 3     | 14         | 4          | 3          | 0          | 2          | 1          | 65   | 19   | 3.421 | 2011   | 1600   | 1.257  |
| 3   | Molico/Nestlé                   | 54  | 24    | 19    | 5     | 14         | 1          | 4          | 1          | 2          | 2          | 61   | 24   | 2.542 | 1983   | 1754   | 1.131  |
| 4   | Dentil/Praia Clube              | 49  | 24    | 16    | 8     | 11         | 3          | 2          | 3          | 1          | 4          | 55   | 31   | 1.774 | 1955   | 1836   | 1.065  |
| 5   | Camponesa/Minas                 | 49  | 24    | 16    | 8     | 6          | 9          | 1          | 2          | 2          | 4          | 54   | 35   | 1.543 | 2029   | 1825   | 1.112  |
| 6   | E.C. Pinheiros                  | 42  | 24    | 14    | 10    | 7          | 3          | 4          | 4          | 2          | 4          | 52   | 41   | 1.268 | 2100   | 1953   | 1.075  |
| 7   | Brasília Vôlei                  | 33  | 24    | 11    | 13    | 6          | 3          | 2          | 2          | 6          | 5          | 43   | 46   | 0.935 | 1949   | 1993   | 0.978  |
| 8   | São Cristóvão Saúde/São Caetano | 32  | 24    | 11    | 13    | 2          | 5          | 4          | 3          | 4          | 6          | 43   | 52   | 0.827 | 2038   | 2117   | 0.963  |
| 9   | Rio do Sul/Equibrasil           | 25  | 24    | 8     | 16    | 2          | 5          | 1          | 2          | 8          | 6          | 36   | 55   | 0.655 | 2006   | 2116   | 0.948  |
| 10  | São Bernardo Vôlei              | 22  | 24    | 7     | 17    | 1          | 5          | 1          | 2          | 2          | 13         | 27   | 58   | 0.466 | 1683   | 1996   | 0.843  |
| 11  | Maranhão/CEMAR                  | 19  | 24    | 6     | 18    | 2          | 2          | 2          | 3          | 6          | 9          | 30   | 60   | 0.500 | 1852   | 2088   | 0.887  |
| 12  | UNIARA/AFAV                     | 11  | 24    | 3     | 21    | 1          | 1          | 1          | 3          | 6          | 12         | 21   | 66   | 0.318 | 1784   | 2051   | 0.870  |
| 13  | São José dos Campos             | 5   | 24    | 1     | 23    | 1          | 0          | 0          | 2          | 7          | 14         | 14   | 69   | 0.203 | 1545   | 2026   | 0.763  |

### Resultados
Para um dado resultado encontrado nesta tabela, a linha se refere ao mandante e a coluna, ao visitante.
|                                     | ARA | BRA | MAR | MIN | OSA | PIN | PRC | RIO | RSU | SBE | SCA | SJC | SES | Pos |
| ARA UNIARA/AFAV                     |     | 0–3 | 1–3 | 0–3 | 0–3 | 0–3 | 2–3 | 0–3 | 3–1 | 1–3 | 2–3 | 3–0 | 0–3 | 11º |
| BRA Brasília Vôlei                  | 3–0 |     | 3–1 | 3–1 | 0–3 | 2–3 | 0–3 | 0–3 | 3–0 | 3–2 | 3–1 | 3–0 | 1–3 | 7º  |
| MAR Maranhão/CEMAR                  | 3–1 | 1–3 |     | 1–3 | 0–3 | 0–3 | 0–3 | 2–3 | 1–3 | 1–3 | 2–3 | 3–0 | 0–3 | 12º |
| MIN Camponesa/Minas                 | 3–0 | 1–3 | 3–1 |     | 3–1 | 0–3 | 3–0 | 0–3 | 0–3 | 0–3 | 1–3 | 3–0 | 3–1 | 5º  |
| OSA Molico/Nestlé                   | 3–0 | 3–1 | 3–0 | 3–0 |     | 3–2 | 3–0 | 0–3 | 3–0 | 3–0 | 3–2 | 3–0 | 0–3 | 3º  |
| PIN E.C. Pinheiros                  | 3–0 | 3–1 | 3–0 | 2–3 | 2–3 |     | 3–2 | 0–3 | 3–0 | 3–1 | 3–2 | 3–0 | 0–3 | 6º  |
| PRC Dentil/Praia Clube              | 3–2 | 3–1 | 3–0 | 3–2 | 0–3 | 3–0 |     | 0–3 | 3–0 | 3–0 | 3–0 | 3–0 | 2–3 | 4º  |
| RIO Rexona-Ades                     | 3–0 | 3–0 | 3–0 | 3–2 | 3–0 | 3–0 | 3–0 |     | 3–1 | 3–0 | 1–3 | 3–0 | 3–1 | 1º  |
| RSU Rio do Sul/Equibrasil           | 3–0 | 3–0 | 3–1 | 0–3 | 2–3 | 0–3 | 1–3 | 1–3 |     | 3–0 | 1–3 | 3–1 | 0–3 | 9º  |
| SBE São Bernardo Vôlei              | 3–1 | 2–3 | 3–1 | 0–3 | 0–3 | 0–3 | 0–3 | 0–3 | 0–3 |     | 3–0 | 3–2 | 0–3 | 10º |
| SCA São Cristóvão Saúde/São Caetano | 3–1 | 1–3 | 3–2 | 1–3 | 0–3 | 3–2 | 0–3 | 1–3 | 3–1 | 3–1 |     | 3–1 | 0–3 | 8º  |
| SJC São José dos Campos             | 2–3 | 0–3 | 3–0 | 1–3 | 0–3 | 0–3 | 0–3 | 0–3 | 1–3 | 2–3 | 1–3 |     | 0–3 | 13º |
| SES SESI-SP                         | 3–0 | 3–2 | 3–0 | 3–0 | 3–0 | 3–0 | 3–2 | 1–3 | 3–1 | 3–0 | 3–0 | 3–0 |     | 2º  |

## Playoffs
|  | Quartas-de-final                  | Quartas-de-final                  | Quartas-de-final                  | Quartas-de-final                  | Quartas-de-final                  |             |                   | Semifinais                       | Semifinais                       | Semifinais                       | Semifinais                       | Semifinais                       |  |  | Final               | Final               | Final               | Final               | Final               | Final               | Final               |
|  | 20 de março à 27 de março de 2015 | 20 de março à 27 de março de 2015 | 20 de março à 27 de março de 2015 | 20 de março à 27 de março de 2015 | 20 de março à 27 de março de 2015 |             |                   | 4 de abril à 10 de abril de 2015 | 4 de abril à 10 de abril de 2015 | 4 de abril à 10 de abril de 2015 | 4 de abril à 10 de abril de 2015 | 4 de abril à 10 de abril de 2015 |  |  | 26 de abril de 2015 | 26 de abril de 2015 | 26 de abril de 2015 | 26 de abril de 2015 | 26 de abril de 2015 | 26 de abril de 2015 | 26 de abril de 2015 |
|  |                                   |                                   |                                   |                                   |                                   |             |                   |                                  |                                  |                                  |                                  |                                  |  |  |                     |                     |                     |                     |                     |                     |                     |
|  | 1º                                | Rio de Janeiro VC                 | 3                                 | 3                                 |                                   |             |                   |                                  |                                  |                                  |                                  |                                  |  |  |                     |                     |                     |                     |                     |                     |                     |
|  | 8º                                | São Caetano EC                    | 0                                 | 1                                 |                                   |             |                   |                                  |                                  |                                  |                                  |                                  |  |  |                     |                     |                     |                     |                     |                     |                     |
|  | 8º                                | São Caetano EC                    | 0                                 | 1                                 |                                   | 1º          | Rio de Janeiro VC | 3                                | 3                                |                                  |                                  |                                  |  |  |                     |                     |                     |                     |                     |                     |                     |
|  |                                   |                                   |                                   |                                   |                                   | 1º          | Rio de Janeiro VC | 3                                | 3                                |                                  |                                  |                                  |  |  |                     |                     |                     |                     |                     |                     |                     |
|  |                                   | 5º                                | Minas                             | 1                                 | 0                                 |             |                   |                                  |                                  |                                  |                                  |                                  |  |  |                     |                     |                     |                     |                     |                     |                     |
|  | 4º                                | 5º                                | Minas                             | 1                                 | 0                                 | Praia Clube | 2                 | 3                                | 0                                |                                  |                                  |                                  |  |  |                     |                     |                     |                     |                     |                     |                     |
|  | 4º                                |                                   |                                   |                                   |                                   | Praia Clube | 2                 | 3                                | 0                                |                                  |                                  |                                  |  |  |                     |                     |                     |                     |                     |                     |                     |
|  | 5º                                | Minas                             | 3                                 | 2                                 | 3                                 |             |                   |                                  |                                  |                                  |                                  |                                  |  |  |                     |                     |                     |                     |                     |                     |                     |
|  |                                   |                                   |                                   |                                   |                                   |             |                   |                                  |                                  |                                  |                                  |                                  |  |  | 1º                  | Rio de Janeiro VC   | 3                   |                     |                     |                     |                     |
|  |                                   |                                   | 3º                                | Osasco VC                         | 0                                 |             |                   |                                  |                                  |                                  |                                  |                                  |  |  |                     |                     |                     |                     |                     |                     |                     |
|  | 2º                                | Sesi-SP                           | 3                                 | 3                                 |                                   |             |                   |                                  |                                  |                                  |                                  |                                  |  |  |                     |                     |                     |                     |                     |                     |                     |
|  | 7º                                | IAV Brasília                      | 0                                 | 1                                 |                                   |             |                   |                                  |                                  |                                  |                                  |                                  |  |  |                     |                     |                     |                     |                     |                     |                     |
|  | 7º                                | IAV Brasília                      | 0                                 | 1                                 |                                   | 2º          | Sesi-SP           | 2                                | 0                                |                                  |                                  |                                  |  |  |                     |                     |                     |                     |                     |                     |                     |
|  |                                   |                                   |                                   |                                   |                                   | 2º          | Sesi-SP           | 2                                | 0                                |                                  |                                  |                                  |  |  |                     |                     |                     |                     |                     |                     |                     |
|  |                                   | 3º                                | Osasco VC                         | 3                                 | 3                                 |             |                   |                                  |                                  |                                  |                                  |                                  |  |  |                     |                     |                     |                     |                     |                     |                     |
|  | 3º                                | 3º                                | Osasco VC                         | 3                                 | 3                                 | Osasco VC   | 3                 | 3                                |                                  |                                  |                                  |                                  |  |  |                     |                     |                     |                     |                     |                     |                     |
|  | 3º                                |                                   |                                   |                                   |                                   | Osasco VC   | 3                 | 3                                |                                  |                                  |                                  |                                  |  |  |                     |                     |                     |                     |                     |                     |                     |
|  | 6º                                | EC Pinheiros                      | 0                                 | 2                                 |                                   |             |                   |                                  |                                  |                                  |                                  |                                  |  |  |                     |                     |                     |                     |                     |                     |                     |

## Classificação final
| Posição        | Equipe                 | Classificação/rebaixamento                                      |
| -------------- | ---------------------- | --------------------------------------------------------------- |
| Campeão        | Rexona/Ades Rio        | Sul-Americano de Clubes de 2016 · Superliga 2015/2016 - Série A |
| Vice-campeão   | Molico/Nestlé Osasco   | Superliga 2015/2016 - Série A                                   |
| Terceiro lugar | Sesi-SP                | Superliga 2015/2016 - Série A                                   |
| 4              | Minas                  | Superliga 2015/2016 - Série A                                   |
| 5              | Praia Clube            | Superliga 2015/2016 - Série A                                   |
| 6              | EC Pinheiros           | Superliga 2015/2016 - Série A                                   |
| 7              | IAV Brasília           | Superliga 2015/2016 - Série A                                   |
| 8              | São Caetano EC         | Superliga 2015/2016 - Série A                                   |
| 9              | Rio do Sul/Equibrasil  | Superliga 2015/2016 - Série A                                   |
| 10             | São Bernardo Vôlei     | Superliga 2015/2016 - Série A                                   |
| 11             | Maranhão/CEMAR         | Série B 2016                                                    |
| 12             | UNIARA/AFAV Araraquara | Série B 2016                                                    |
| 13             | São José dos Campos    | Série B 2016                                                    |

| Superliga 2014/2015                 |
| Rio de Janeiro                      |
| ----------------------------------- |
| Rexona/Ades Rio Campeão (10ºtítulo) |

## Prêmios individuais
| MVP                   | Fofão           | Rexona/Ades Rio       |
| Melhor Ataque         | Gabi            | Rexona/Ades Rio       |
| Craque da Galera      | Thaísa          | Molico/Nestlé Osasco  |
| Melhor Bloqueio       | Ana Carol       | Rexona/Ades Rio       |
| Melhor Saque          | Emilce Sosa     | Rio do Sul/Equibrasil |
| Melhor Recepção/Passe | Camila Brait    | Molico/Nestlé Osasco  |
| Melhor Defesa         | Suelen          | Sesi-SP               |
| Melhor Levantador     | Macris Carneiro | Pinheiros             |